# Kiczi-Gamri
Kiczi-Gamri (ros. Кичи-Гамри) – wieś w Rosji, w Dagestanie, w rejonie siergokalińskim. W 2021 liczyła 1816 mieszkańców, głównie Dargijczyków.